# Hélène Vincent
Hélène Vincent, rodným jménem Jocelyne Hélène Nain (* 9. září 1943 Paříž) je francouzská divadelní a filmová herečka, držitelka Césara.

## Život a kariéra
Herectví studovala v kurzech u Raymonda Girarda. Byla provdaná za herce Jean-Pierra Vincenta a je matkou režiséra Thomase Vincenta.
Za své divadelní působení byla opakovaně nominována na Molièrovu cenu, stejně jako na filmovou cenu César, kterou v roce 1989 také získala.

## Filmografie (výběr)

### Celovečerní filmy
- 1974: Ať začne slavnost... (Que la fête commence...), režie Bertrand Tavernier
- 1991: Nelíbám (J'embrasse pas), režie André Téchiné
- 1992: Rej výtržníků (Le Bal des casse-pieds), režie Yves Robert
- 1993: Zachraň se kdo můžeš! (Une journée chez ma mère), režie Dominique Cheminal
- 1993: Tři barvy: Modrá (Trois couleurs: Bleu), režie Krzysztof Kieślowski
- 1996: Bernie (Bernie), režie Albert Dupontel
- 1997: Můj růžový život (Ma vie en rose), režie Alain Berliner
- 2005: Svatojakubská pouť (Saint-Jacques... La mecque), režie Coline Serreau
- 2006: Vytrvalí (Les Irréductibles), režie Renaud Bertrand
- 2012: Quelques heures de printemps (Quelques heures de printemps), režie Stéphane Brizé
- 2014: Samba (Samba), režie Éric Toledano a Olivier Nakache
- 2015: Vůně mandarinky (L'Odeur de la mandarine), režie Gilles Legrand
- 2017: Dokud nás svatba nerozdělí (Le Sens de la fête), režie Éric Toledano a Olivier Nakache
- 2017: Garde alternée (Garde alternée), režie Alexandra Leclère
- 2018: Chvála Bohu (Grâce à Dieu), režie François Ozon
- 2019: Výjimeční (Hors normes), režie Éric Toledano a Olivier Nakache
- 2020: Původ světa (L'origine du monde), režie Laurent Lafitte

### Televize
- 1998 : Hrabě Monte Cristo (Le Comte de Monte Cristo), televizní film, režie Josée Dayan
- 2005 : Prokletí králové (Les Rois maudits), televizní seriál, režie Josée Dayan
- 2005 : Clara Shellerová (Clara Sheller), televizní seriál, režie Renaud Bertrand
- 2010 : Soudce Bartoli (La Loi selon Bartoli), televizní seriál, víc režisérů

## Ocenění

### César
Ocenění
- 1989: César pro nejlepší herečku ve vedlejší roli za film La vie est un long fleuve tranquille

Nominace
- 1992: César pro nejlepší herečku ve vedlejší roli za film Nelíbám
- 2013: César pro nejlepší herečku za film Quelques heures de printemps

### Molièrova cena
Nominace
- 2010: Molièrova cena pro herečku za představení Alexandra David-Néel, mon Tibet
- 2011: Molièrova cena pro herečku za představení La Célestine

### Jiná ocenění
- 2004: cena Reconnaissance des cinéphiles